# SFTPA2
SFTPA2 (англ. Surfactant protein A2) – білок, який кодується однойменним геном, розташованим у людей на короткому плечі 10-ї хромосоми. Довжина поліпептидного ланцюга білка становить 248 амінокислот, а молекулярна маса — 26 182.
| 10         |  | 20         |  | 30         |  | 40         |  | 50         |
| ---------- |  | ---------- |  | ---------- |  | ---------- |  | ---------- |
| MWLCPLALNL |  | ILMAASGAAC |  | EVKDVCVGSP |  | GIPGTPGSHG |  | LPGRDGRDGV |
| KGDPGPPGPM |  | GPPGETPCPP |  | GNNGLPGAPG |  | VPGERGEKGE |  | AGERGPPGLP |
| AHLDEELQAT |  | LHDFRHQILQ |  | TRGALSLQGS |  | IMTVGEKVFS |  | SNGQSITFDA |
| IQEACARAGG |  | RIAVPRNPEE |  | NEAIASFVKK |  | YNTYAYVGLT |  | EGPSPGDFRY |
| SDGTPVNYTN |  | WYRGEPAGRG |  | KEQCVEMYTD |  | GQWNDRNCLY |  | SRLTICEF   |

A: Аланін

C: Цистеїн

D: Аспарагінова кислота

E: Глутамінова кислота

F: Фенілаланін

G: Гліцин

H: Гістидин

I: Ізолейцин

K: Лізин

L: Лейцин

M: Метіонін

N: Аспарагін

P: Пролін

Q: Глутамін

R: Аргінін

S: Серин

T: Треонін

V: Валін

W: Триптофан

Задіяний у такому біологічному процесі, як ацетилювання. 
Білок має сайт для зв'язування з іоном кальцію, лектинами. 
Локалізований у позаклітинному матриксі.
Також секретований назовні.